# Conseil québécois LGBT
Le Conseil québécois LGBT (CQ-LGBT), anciennement Conseil québécois des gais et lesbiennes, est un organisme de défense des droits collectifs de la communauté gaie, lesbienne, bisexuelle, transgenre et transsexuelle au Québec. Ses bureaux se trouvent à Montréal. Le CQ-LGBT produit le bulletin mensuel L’Égalitaire et décerne chaque année les Prix Arc-en-ciel.

## Mission
Le Conseil québécois LGBT vise à « avancer vers l’égalité sociale, faire tomber les préjugés et œuvrer pour une meilleure intégration des » lesbiennes, gais, bisexuels et transgenres au Québec. Il entend consolider les avancées en matière d'égalité juridique (droits LGBT) et les faire se traduire concrètement dans l'égalité sociale. Il « veille à ce que les instances gouvernementales et l’ensemble des intervenants de la société civile développent et instaurent des mécanismes et des politiques adaptées aux réalités et aux besoins des communautés LGBT ». Il vise de plus à faire reconnaître et à promouvoir les contributions individuelles et collectives des personnes LGBT à la société québécoise. Il joue un rôle de premier plan et s'associe aux multiples organismes défendant les personnes LGBT, notamment en matière de représentation politique. Le Conseil québécois LGBT a une mission « de militantisme, de conscientisation, d'analyse, de réflexion, de dialogue, de débat, de sensibilisation et de formation ».

## Histoire

### Table de concertation des lesbiennes et gais du Québec (1993-2006)
La Table de concertation des lesbiennes et gais du Québec (TCLGQ), créée en 1993 avec la Coalition et le RAGLAM comme ancêtres, est un oraganisme sociopolitique visant la reconnaissance des droits des gais et lesbiennes. La Table propose une consultation publique portant sur la violence et la discrimination envers les homosexuels. En 1994, la Commission des droits de la personne et des droits de la jeunesse du Québec tient cette consultation et publie le rapport De l’illégalité à l’égalité. En 1996, la TCLGQ organise les États généraux des communautés gaie et lesbienne du Québec.
En 1999, la TCLGQ initie la Coalition québécoise pour la reconnaissance des conjoints et conjointes de même sexe, organnisme qui regroupe plusieurs associations, syndicats et organismes. La représentation de cette Coalition contribue à l'adoption par l'Assemblée nationale du Québec en 2000 de la Loi 32 qui reconnaît aux couples homosexuels viant en union de fait les mêmes droits et les mêmes responsabilités qu’aux conjoints hétérosexuels, ainsi qu'à la sanction par le Parlement du Canada en 2001 de la Loi visant à moderniser le régime d’avantages et d’obligations. 
En 2000, la Table de concertation mène la lutte, avec d'autres organismes LGBT du Québec, sous la direction de Laurent McCutcheon, pour que soit adoptée une Politique québécoise de lutte contre l'homophobie. Elle tient le colloque Nos communautés en marche. où sont discutés les thèmes de conjugalité, de l'homoparentalité, de l'éducation, de l'action politique, de la science, de la santé et de la culture. Il y est adoptée l'idée de la désignation d’un ministre délégué à la communauté LGBT et d’un secrétariat à la condition homosexuelle. En 2004, des représentants de la Table, de même que d'Égalité Canada et de Fierté Québec rencontre la ministre des Relations avec les citoyens et de l’Immigration du Québec, laquelle initie un groupe de travail sur la question, à laquelle participe la Table.
En 2001, la TCLGQ participe au Sommet de Montréal où les textes officiels identifient l'apport de la communauté LGBT à la société, à la culture et à l'économie. En 2002, la Coalition coordonne les interventions des organismes LGBT lors de la commission d'étude qui résulte en l'adoption à l'Assemblée nationale de la Loi 84 régissant l'union civile et rendant légales les unions entre homosexuels. En 2003, la TCLBQ dépose un mémoire au Comité permanent de la justice et des droits de la personne de la Chambre des communes du Canada en relation avec la reconnaissance des unions de conjoints de même sexe. 
En 2004, la TCLGQ tient les États généraux de la communauté LGBT du Québec à Québec, où pour la première fois les transsexuels, transgenres et bisexuells participent à l’événement. En 2005, la Table de concertation témoigne aux comités de la Chambre des communes et lance une campagne de promotion dans le cadre de l'étude et de l'adoption de la Loi C-38 légalisant le mariage homosexuel au Canada. La même année, le coprésident de la Table, Claude Côté, fait partie du groupe de travail de la Commission des droits de la personne et des droits de la jeunesse, responsable du dossier de lutte à l'homophobie.

### Conseil québécois des gais et lesbiennes du Québec (2006-2013)
Le Conseil québécois des gais et lesbiennes (CQGL) est créé en 2006, prenant le relais de la Table de concertation des gais et lesbiennes du Québec. L'organisme élargit sa vocation pour inclure, outre la concertation et l'action politique, les nouvelles actions de conscientisation, d’analyse, de réflexion, de dialogue, de débat, de sensibilisation et de formation. Steve Foster est nommé directeur général de l'organisation. Il est également secrétaire de la Conférence régionale des élus de Montréal.La notion d'égalité sociale est alors introduite. De même, l’action communautaire LGBT est reconnue par le Comité aviseur de l’action communautaire autonome comme secteur à part entière du mouvement communautaire autonome québécois. La même année, se tiennent les Outgames mondiaux et la Déclaration de Montréal sur les droits humains des LGBT.
En 2007, le CQGL intensifie ses actions de communication. Il fait des représentations pour le bien-être des aînés LGBT et dépose un mémoire à la Commission Bouchard-Taylor. En 2008, le CQGL recommence la distribution des Prix Arcs-en-ciel, pour une 5e édition, la quatrième ayant eu lieu en 2004.
En 2012 change son nom pour Conseil québécois LGBT afin de refléter l'inclusion des bisexuels, transexuels et transgenres dans l'action de l'organisme. En 2013, Steve Foster se voit décerner le Prix Droits et Libertés par la Commission des droits de la personne et des droits de la jeunesse en reconnaissance de sa contribution aux avancées en matière de droits et libertés des personnes LGBT au Québec.

## Organisation
Plusieurs organisations sont membres du Conseil, principalement des associations LGBT de l'ensemble du Québec ainsi que des syndicats ou comités d'entreprises. Le conseil d'administration compte sept membres. Marie-Pier Boisvert est directrice générale depuis 2015.  

## Actions

### Représentation des droits des LGBT
Parmi ses actions, le CQ-LGBT et ses partenaires ont exprimé leur avis à la consultation publique de la Ville de Montréal que « l’identité de genre » soit ajoutée à l’article 2, de la Partie-I, de la Charte montréalaise des droits et responsabilités. En 2010, à la Consultation générale sur la question de mourir dans la dignité, le CQ-LGBT replace la question dans une perspective humaine et privilégie la liberté de chaque personne dans ses choix. Il soulève de plus la problématique de la définition des aidants, proposant la reconnaissance de la « famille de choix », constatant que « nombre de personnes issues des communautés LGBT n’ont aucun lien avec leur famille et ne peuvent donc pas toujours compter sur les ressources familiales traditionnelles lorsque surviennent certaines situations demandant du soutien, comme c’est le cas en fin de vie ». Le CQLGBT fait des représentations lors des consultations relatives au projet de règlement modifiant la Loi 35 portant sur les personnes transgenres, notamment en ce qui a trait au retrait de l'obligation de chirurgie et l'autodétermination. Le CQ-LGBT brosse un portrait contrasté de l'avancement des droits des personnes LGBT dans le monde et vise à assurer une cohérence des politiques publiques au Québec et au Canada tout en s'intéressant à la situation à l'étranger.

### Sensibilisation
Le CQ-LGBT met en place des campagnes positives de sensibilisation, par exemple en 2011, il distribue près de 18 000 cartes postales intitulées « Si amoureux/se de toi » portant sur les réalités amoureuses des LGBT auprès des membres des communautés culturelles, puis la campagne « Mon meilleur ami est gai / lesbienne / bisexuelle / transgenre / transsexuel auprès des jeunes de 15 à 25 ans. Il dénonce également les agressions physiques envers des personnes LGBT, dans le Village gai de Montréal ou ailleurs. Il organise des conférences et colloques sur la question LGBT, par exemple dans le cadre du Forum social québécois, où, en octobre 2009, il aborde les thèmes de l'homophobie en milieu scolaire, de l'homosexualité en milieu syndical et de la transsexualité. Le CQ-LGBT donne son appui à d'autres organismes de la communauté LGBT, par exemple pour s'opposer à la décision du gouvernement conservateur du Canada de déporter Manuel, réfugié gai mexicain au Canada depuis quatre ans. Le CQ-LGBT interpelle les instances gouvernementales dans le cas de décisions pouvant être discrimatoires envers les personnes LGBT, ainsi il demande au gouvernement canadien de modifier un nouveau règlement qui interdit à un transporteur aérien d'accepter "un passager qui ne semble pas être du sexe indiqué sur la pièce d'identité qu'il présente» puisqu'une grande partie des personnes transsexuelles ou transgenres n'ont pas de changement de sexe officiel délivrée par les gouvernements provinciaux,.
Il soutient les actions des différents intervenants dans la société incluent les personnes et la communauté LGBT dans leurs actions auprès de la population en général, par exemple lorsque l'Association québécoise de prévention du suicide cible spécifiquement les personnes LGBT dans sa campagne annuelle,. Le CQLGBT intervient également contre les propos jugés homophobes et offensants tenus dans les médias, ainsi lors des Jeux olympiques d'hiver de 2010 à Vancouver, il dépose une plainte au Conseil canadien des normes de la radiotélévision contre Claude Mailhot et Alain Goldberg pour leurs commentaires envers l'athlète Johnny Weir ou encore pour faire retirer des ondes une publicité de Familiprix. L'organisme dénonce les décisions du Conseil canadien des normes de la télévision qu'ils considèrent incohérentes, trop axées sur l'emploi de termes péjoratifs, tels «fif», «tapette» ou «faggot» sans considérer le contexte, alors que des propos humiliants et vexatoires n'amènent pas de blâme si ces mots péjoratifs ne sont pas employés. Le Conseil intervient également pour améliorer l'égalité en matière de soins de santé.

### Mobilisation
Le CQ-LGBT appelle et organise certaines manifestations publiques, par exemple pour dénoncer les agressions homophobes envers les personnes LGBT.

### Partenariat
Le CQ-LGBT est partenaire de l'équipe de recherche SVR de la Chaire de recherche sur l'homophobie de l'Université du Québec à Montréal. Cette recherche en études gaies permet de mieux connaître ce que vivent et ressentent les personnes et communautés LGBT et permet au CQLGBT d’intervenir plus adéquatement auprès des gouvernements et de la population. Le CQLGBT produit une étude intitulée Nous et la loi dans le cadre du programme de lutte contre l'homophobie du gouvernement du Québec. Le CQLGBT est particulièrement sensible à la problématique que vivent les personnes LGBT en région et reconnaît les actions pour soutenir ces personnes, comme le mouvement agricole Au cœur des familles. La Ville de Montréal réfère au CQGL parmi les 13 organismes LGBT s'adressant à cette communauté.

## Prix Arc-en-ciel
Les prix Arc-en-Ciel sont attribuées aux personnes ayant accompli une action méritoire pour la communauté LGBT québécoise. Les grands médias nationaux reconnaissent cette action, ainsi celle du sociologue Michel Dorais, de Québec, récipiendaire du grand prix 2012, notamment pour ses travaux sur les questions d'agressions et d'inclusion,. Les collectivités régionales saluent également l'apport des personnes LGBT, par exemple en Abitibi-Témiscamingue, où la Coalition régionale rayonne à l'extérieur et sert de modèle en Gaspésie et en Estrie. Le CQGL crée en 2011 une bourse étudiante remise à un étudiant de maitrise dont les recherches portent sur les communautés LGBT. Différents groupes sociaux et syndicaux appuient l'initiative du CQ-LGBT relative aux Prix Arc-en-Ciel, par exemple la Confédération des syndicats nationaux, dont des membres indiquent "la responsabilité des syndicats de jouer un rôle actif pour faire des milieux de travail des lieux ouverts à la diversité sexuelle».
2008
- Présidence d'honneur : Louise Roy, présidente, Premiers Outgames Montréal 2006
- Grand prix : Louise Arbour, haut commissaire aux droits de l’homme à l’Organisation des Nations unies (2004-2008)
- Prix hommage : Magella Dionne, vice-président de l’Association Gai Côte-Sud
- Médaillé de l'Assemblée nationale : Steve Foster, Conseil québécois des gais et lesbiennes
- Coup de cœur du public : Pauline Clermont, fondatrice de la Coalition d’aide aux gais, lesbiennes et bisexuels de l’Abitibi-Témiscamingue
- Groupe d'excellence : Centre de solidarité lesbienne
- Projet ou initiative par excellence : Coalition des familles homoparentales
- Bénévole par excellence : Christian Tanguay, directeur financier bénévole à Jeunesse Lambda, ancien trésorier au REJAQ et au CQGL
- Personnalité par excellence : Marie-Marcelle Godbout, fondatrice de l’Association des transsexuel(le)s du Québec
- Partenaire par excellence : Peter Sergakis, propriétaire du complexe Sky

2009
- Présidence d'honneur : Marc-André Dowd, vice-président, Commission des droits de la personne et des droits de la jeunesse
- Grand prix : Svend Robinson, député néo-démocrate de la circonscription fédérale de Burnaby et Burnaby—Douglas (1979-2004)
- Prix hommage : Paul Haince, homme d'affaires du Village gai de Montréal
- Médaille de l'Assemblée Nationale : Diane Heffernan, Coordonnatrice du Réseau des lesbiennes du Québec et membre de conseil d’administration du CQGL
- Coup de cœur du public : Robert Pilon, président du GRIS-Montréal
- Groupe d'excellence : Projet 10
- Projet ou initiative par excellence : Au cœur des familles agricoles, groupe d'agriculteurs homosexuels
- Bénévole par excellence : Alexis Musanganya, créateur du premier site web LGBT francophone en Afrique
- Personnalité par excellence : Bill Ryan, professeur à l’École de service social de l’Université McGill
- Partenaire par excellence : Fugues

2010
- Présidence d'honneur : Diane De Courcy, présidente, Commission scolaire de Montréal
- Grand prix : Viviane Namaste, professeur à l'Institut Simone de Beauvoir, Université Concordia
- Prix hommage : Michèle Causse, écrivaine et traductrice
- Médaille de l'Assemblée Nationale : Mona Greenbaum, directrice générale, Coalition des familles homoparentales
- Coup de cœur du public : Kat Coric, artiste
- Prix Iris Média : Denis-Martin Chabot, reporter et écrivain
- Groupe d'excellence : AlterHéros
- Projet ou initiative par excellence :  Regard sur les familles homoparentales
- Relève par excellence : Dina Habib, cofondatrice PINK28
- Bénévole par excellence : Julie-Maude Beauchesne, présidente d'AlterHéros
- Personnalité par excellence : Line Chamberland, professeur de sexologie à l'Université du Québec à Montréal
- Partenaire par excellence : Conférence régionale des élus de l'Abitibi-Témiscamingue

2011
- Présidence d'honneur : Jean-Marc Fournier, ministre de la Justice du Québec et ministre responsable de la lutte contre l'homophobie
- Grand prix : Edwin Cameron, cofondateur, Consortium SIDA et juge à la Cour constitutionnelle d'Afrique du Sud
- Prix hommage : Ross Higgins, fondateur des Archives gaies du Québec
- Médaille de l'Assemblée Nationale : Bruno Laprade, président, Coalition jeunesse montréalaise de lutte contre l'homophobie
- Coup de cœur du public : Olivier Poulin, coordonnateur de GLBT-Québec/lutte à l’homophobie
- Prix Iris Média : Denis Lévesque, journaliste et animateur
- Groupe d'excellence : REZO
- Projet ou initiative par excellence : Le JAG : « L’amour gai, c’est ok! »
- Relève par excellence : Catherine Desrochers, Aide aux transsexuel(le)s
- Bénévole par excellence : André Lefebvre, Gai Écoute
- Personnalité par excellence : Olivier Poulin, coordonnateur de GLBT-Québec/lutte à l’homophobie
- Partenaire par excellence : Conférence régionale des élus de l'Abitibi-Témiscamingue
- Bourse : Kévin Lavoie, travailleur social[38]

2012
- Présidence d'honneur : Bernard Landry, premier ministre du Québec (2001-2003)
- Hommage : Paul Bégin, ministre de la Justice du Québec et André Boulerice, député de Sainte-Marie–Saint-Jacques (1989-2005)
- Grand prix : Michel Dorais, professeur à l'École de service social, Université Laval
- Prix hommage : Danielle Julien, organisatrice de la première conférence internationale sur les droits des GLBT
- Prix spécial : Jeunesse Lambda
- Prix Iris Média : Stéphane Bourguignon, auteur scénariste
- Groupe d'excellence : Coalition d’aide aux lesbiennes, gais, bisexuel(le)s de l’Abitibi-Témiscamingue
- Projet ou initiative par excellence : Massimadi, Festival de films LGBT afro-caribéens
- Relève par excellence : Anne-Sophie Ruest Paquette, présidente Groupe gai de l'Université Laval
- Personnalité par excellence : Suzanne Girard, présidente Divers/Cité
- Bourse : Maryline Desbiens, doctorante en sociologie[39]

2013
- Grand prix : Mariela Castro Espín[40]
- Prix Iris Média : Chloé Robichaud, réalisatrice
- Prix Honoris : Hugo Valiquette, Néo[41]
- Line Chamberland, Irène Demczuk, Marie-Marcelle Godbout, Mona Greenbaum, Ross Higgins, Diane Labelle, René Lavoie, Claudine Metcalfe, Viviane Namaste*, Bill Ryan et Hugo Valiquette
- Médaille de l'Assemblée nationale : Karol O'Brien, Julie-Maude Beauchesne, Alexis-Solange Musanganya [42]

2014
- Groupe d'excellence : Réseau des alliés des lesbiennes, des gais, des personnes bisexuelles et transgenres (LGBT) de la Gaspésie–Îles-de-la-Madeleine et l’Agence de la santé et des services sociaux de la Gaspésie–Îles-de-la-Madeleine[43]

2015
- Prix Honoris: Julie-Maude Beauchesne, Gabrielle Bouchard

2016
- Groupe d'excellence : Communauté algonquine de Pikogan[44]